# 烏泰他尼
烏泰他尼是一個泰國城鎮(thesaban mueang)，烏泰他尼府的府都。當地華人稱其為色梗港。範圍涵蓋整個烏泰他尼府治縣的Uthai Mai區'tambon。截至2005年，人口數為17,510。
烏泰他尼位在曼谷至清邁的主要鐵道上，昭披耶河邊。
15°22′36″N 100°02′02″E / 15.37667°N 100.03389°E